# Erase Me (album)
Erase Me is het achtste studioalbum van de Amerikaanse rockband Underoath. Het is het eerste album van de band sinds Ø (Disambiguation), dat acht jaar eerder verscheen.

## Nummers[1]
| Nr. | Titel                     | Duur |
| --- | ------------------------- | ---- |
| 1.  | It Has to Start Somewhere | 3:11 |
| 2.  | Rapture                   | 3:34 |
| 3.  | On My Teeth               | 3:10 |
| 4.  | Wake Me                   | 3:40 |
| 5.  | Bloodlust                 | 3:32 |
| 6.  | Sink with You             | 4:44 |
| 7.  | ihateit                   | 3:27 |
| 8.  | Hold Your Breath          | 3:29 |
| 9.  | No Frame                  | 3:46 |
| 10. | In Motion                 | 3:35 |
| 11. | I Gave Up                 | 4:02 |

| Nr. | Titel      | Duur |
| --- | ---------- | ---- |
| 12. | Loneliness | 3:39 |

| Nr. | Titel        | Duur |
| --- | ------------ | ---- |
| 12. | Loneliness   | 3:39 |
| 13. | Another Life | 4:13 |

| Nr. | Titel                                         | Duur |
| --- | --------------------------------------------- | ---- |
| 12. | Loneliness                                    | 3:39 |
| 13. | Another Life                                  | 4:13 |
| 14. | Heart-Shaped Box (Akoestisch) (Nirvana cover) | 4:51 |
| 15. | Wake Me (Akoestisch)                          | 4:13 |
| 16. | On My Teeth (3TEETH Remix)                    | 3:05 |